# Lancia Flavia (2012)
La Lancia Flavia è una cabriolet di segmento D prodotta dalla casa automobilistica italiana Lancia dal 2012 al 2013.

## Storia
Presentata al salone di Ginevra del 2012, è di fatto la versione europea del modello statunitense Chrysler 200, commercializzata oltreoceano con il marchio Lancia. L'ultimo modello cabrio prodotto dalla casa torinese era stato la Flavia Convertibile, uscita di produzione nel 1967 e mai rimpiazzata da una sostituta, se si fa eccezione per la Beta Spider (in realtà una vettura targa) degli anni 1970.
A causa dello scarso riscontro commerciale ottenuto (circa 450 esemplari in Italia), la Flavia è uscita di produzione alla fine dell'ottobre del 2013, ad appena un anno e mezzo dal suo debutto. Vari sono stati i punti che a parer della critica hanno giocato a sfavore di quest'auto: l'assenza, rispetto alle sue più dirette rivali sul mercato, di motorizzazioni diesel nonché di una moderna capote rigida in metallo, e soprattutto l'essere percepita dal pubblico come il mero rebadging di un modello d'origine extraeuropea, privo quindi della storia e del fascino insito in un nome glorioso dell'automobilismo italiano quale Lancia.

## Caratteristiche
Gli interni della Flavia sono uguali a quelli della Chrysler 200 Limited; la plancia comprende uno schermo touch screen da 8.4" che raccoglie tutte le funzioni del sistema di infotainment UConnect Bluetooth per gestire il telefono, il navigatore e i lettori MP3. L'autoradio è costituito da un impianto Hi-Fi della Boston Acoustics, dotato di hard disk da 40 GB e 6 altoparlanti. Le sellerie, in pelle mono o bicolore, sono progettate interamente dalla casa italiana.
L'unico motore disponibile è un 2.4 benzina da 170 CV Euro 5 di progettazione Chrysler, caratterizzato da una coppia massima di 225 N·m a 4.400 giri/min, abbinato a un cambio automatico a 6 rapporti.
La Flavia utilizza un sistema di sospensioni anteriori del tipo MacPherson con bracci inferiori leggeri. Il sistema di sospensioni posteriori è costituito da uno schema multilink in cui ciascun tirante è regolato singolarmente per migliorare il controllo del movimento derivante dall'applicazione delle forze alle ruote posteriori durante la guida. I bracci oscillanti delle sospensioni anteriori e posteriori sono inoltre isolati dalla carrozzeria, per migliorare la fluidità di marcia e ridurre rumorosità e vibrazioni.

## Motorizzazioni
| Modello | Disponibilità | Motore  | Cilindrata (cm³) | Potenza         | Coppia Massima (Nm) | Emissioni CO2 (g/Km) | 0–100 km/h (secondi) | Velocità max (Km/h) | Consumo medio (Km/l) |
| 2.4     | dal debutto   | Benzina | 2360             | 125 Kw (170 Cv) | 225                 | 221                  | 10.8                 | 195                 | 10.0                 |